# Syzygium cladopterum
Syzygium cladopterum är en myrtenväxtart som först beskrevs av Friedrich Ludwig Diels, och fick sitt nu gällande namn av Elmer Drew Merrill och Lily May Perry. Syzygium cladopterum ingår i släktet Syzygium och familjen myrtenväxter. Inga underarter finns listade i Catalogue of Life.